# 100 Days, 100 Nights (album)
100 Days, 100 Nights is het derde studioalbum van de New Yorkse soulband Sharon Jones & The Dap-Kings. Het werd 2 oktober 2007 uitgebracht op Daptone. 

## Achtergrond
Het album was al in 2006 opgenomen in de eigen House of Soul-studio van bassist/producer Bosco Mann. De studio maakt uitsluitend gebruik van analoge technologie en brengt vinylsingles uit om het door de jaren 60 en afrobeat beïnvloede geluid, ook wel rawfunk genoemd, zoveel mogelijk recht te doen. De uitloopgroeven van het vinylalbum bevatten verwijzingen naar Jones' grote voorbeeld James Brown; This is a hit! (hetgeen Brown zou hebben gezegd tijdens de opnamen van Papa's Got A Brand New Bag) op de A-kant, en For the Godfather op de B-kant. De promoversie van de cd-persing bevatte een bonusschijf met daarop 27 nummers uit de algehele Daptone-catalagus (goed voor 58 minuten) die door gitarist Binky Griptite aaneen werden gepraat tot het radioprogramma Ghettofunkpowerhour van de fictieve zender WDAP. De bonusschijf was later verkrijgbaar als gratis mp3-download. Albumtrack Nobody's Baby werd gebruikt in de proefaflevering (Lori Gilbert) van de Canadese politieserie King.

## Tracklijst
| Nr. | Titel                            | Producer(s) | Duur |
| --- | -------------------------------- | ----------- | ---- |
| 1.  | 100 Days, 100 Nights             | Bosco Mann  | 3:45 |
| 2.  | Nobody's Baby                    | Bosco Mann  | 2:27 |
| 3.  | Tell Me                          | Bosco Mann  | 2:46 |
| 4.  | Be Easy                          | Mann        | 3:03 |
| 5.  | When The Other Foot Drops, Uncle | Mann        | 3:15 |
| 6.  | Let Them Knock                   | Mann        | 4:29 |
| 7.  | Something's Changed              | Mann        | 2:56 |
| 8.  | Humble Me                        | Mann        | 4:05 |
| 9.  | Keep On Looking                  | Mann        | 2:49 |
| 10. | Answer Me                        | Mann        | 4:08 |
| 11. | Settling In (Bonustrack)         |             |      |
| 12. | Collection Song (Bonustrack)     |             |      |

## Bezetting
- Sharon Jones, zang, piano

The Dap-Kings
- Homer Steinweiss –  drums

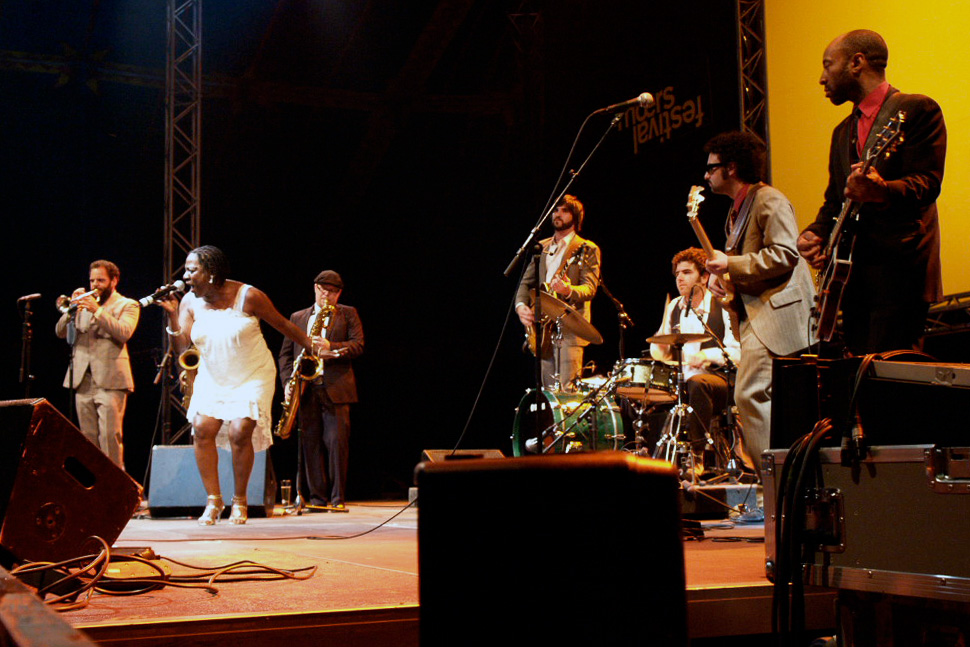
Sharon Jones & The Dap-Kings, Moers-festival 2007

- Binky Griptite –  gitaar, ceremoniemeester
- Dave Guy –  trompet
- Fernando Velez –  conga's, bongo's, tamboerijn
- Gabriel Roth (alias Bosco Mann) –  bas, bandleider
- Neal Sugarman –  tenorsaxofoon
- Thomas Brenneck –  gitaar
- Ian Hendickson-Smith –  baritonsax

Gastmuzikanten
- Toby Pazner –  vibrafoon
- Aaron Johnson –  trombone
- The Bushwick Philharmonic –  strijkers
- The Voices Of Thunder –  achtergrondzang op nr. 1
- Cliff Driver –  piano op nr. 1
- Earl Maxton –  orgel op nr. 1, clavinet op nr. 3, piano op nr. 8
- The Dansettes –  achtergrondzang op nrs. 2, 5, 10
- The Gospel Queens –  achtergrondzang op nr. 3

Overigen
- Scott Hull –  mastering
- Dulce Pinzon –  hoesfoto
- Gabriel Roth –  technicus, uitvoerend producer
- David Serre –  hoesontwerp